# Declo
Declo è una città degli Stati Uniti d'America, situata nella contea di Contea di Cassia, nello Stato dell'Idaho.